# Robert Theodor Brause
Robert Theodor Brause (* 13. Dezember 1815 in Tuttendorf; † 24. Juli 1880) war ein deutscher Lehrer und Autor.

## Leben und Wirken
Er wurde im Pfarrhaus in Tuttendorf geboren und besuchte von 1829 bis 1834 das Gymnasium in Freiberg, das später zu seiner Wirkungsstätte werden sollte. Nach Studium an der Universität Leipzig und erfolgter Promotion zum Dr. phil. wurde er am 1. Oktober 1837 zunächst freiwilliger Hilfslehrer und 1838 dann Kollaborator am Gymnasium zu Freiberg. 1844 erfolgte seine Ernennung zum Collega VIII., 1849 zum Collega VII., 1850 zum Collega VI. und 1857 zum Collega V. bis hin zum Collega III. 1865 anlässlich des Erreichens des 50. Lebensjahres. Als Gymnasialoberlehrer und Professor schied er 1877 aus dem aktiven Schuldienst aus und ging in Ruhestand.

## Schriften (Auswahl)
- De aliquot locis Isocratis. Teubner, Dresden, 1843.
- Commentationes criticae de quibusdam locis Pausaniae Periegeta. Wolf, Freiberg, 1851.
- Commentationes criticae in Pausaniam Periegeten. Part. II. Gerlach, Freiberg, 1859.
- Festrede zur Feier des Geburtstages Sr. Majestät des Königs Johann von Sachsen. Gerlach, Freiberg, 1859.

## Ehrungen
- 1877: Ritterkreuz I. Klasse des Albrechtsordens[2]